# Molekylär genetik
Molekylär genetik eller molekylärgenetik är en gren inom genetiken som omfattar utforskandet av arvsmassan på molekylärnivå (DNA-nivå). 
När de molekylärbiologiska metoderna växte fram under 1970- och 1980-talet blev det möjligt att studera arvsmassan i detalj. När DNA-molekylens uppbyggnad klarlades 1953, lades också grunden till den molekylära genetiken. Genetiken öppnade helt nya möjligheter till ren framställning av arvsanlag samt stadium av deras uppbyggnad och funktion. På detta sätt har man kunnat isolera och studera gener från människor, djur, växter och mikroorganismer på DNA-nivå. En viktig del av den molekylära genetiken går ut på att fastställa sambandet mellan mutationer i enskilda gener och uppkomsten av genetiska sjukdomar. Dessutom studeras grundläggande biologiska processer, som reglering av geners aktivitet och arvsmassans förökning. Molekylärgenetiken har ett stort antal praktiska och teoretiska tillämpningar, till exempel inom växtförädling, läkemedelsframställning, evolutionslära och flera grenar av medicinen, bl.a. bakteriologi, virologi, immunologi och medicinsk genetik.